# クールボアジェ徴候
クールボアジェ徴候（クールボアジェちょうこう、英: Courvoisier sign, Courvoisier gallbladder）は、上部消化管の疾患に見られる徴候の一つ。
乳頭部癌、胆管癌、膵癌などで、胆嚢より下部の総胆管を圧迫することで閉塞し胆嚢が拡張して胆汁は鬱滞を来して、胆嚢は胆汁で満たされているので、緊満、腫大となる。
腫大した胆嚢を無痛性に触知することが重要な所見となる。

## 症状
無痛性の右季肋骨部腫瘤を認める。